# Mayer Ferenc Kolos
Mayer Ferenc Kolos (Claudius Francis) (Eger, 1899. július 6. – Washington, USA, 1988. november 15.) magyar-amerikai orvos, orvostörténész, bibliográfus.

## Életpályája
Szülei: Majer György és Berze Juliánna voltak. Középiskoláit szülővárosában végezte el a ciszterciták gimnáziumában, majd belépett a ciszterci rendbe. Tanulmányokat folytatott az innsbrucki főiskolán; a filozófia mellett idegen nyelveket tanult. 1919 őszén kilépett a rendből, beiratkozott a budapesti egyetem orvosi karára, ahol 1925-ben orvosdoktori diplomát kapott. 1925–1927 között az egyetem Kórbonctani Intézetében, majd az Uzsoki Utcai Kórházban dolgozott kórboncnokként. 1927-ben kiadta Az orvostudomány története című összefoglaló munkáját. 1928-ban hosszabb tanulmányutat tett Európában, jeles orvostörténeti intézetekben és tanszékeken végzett kutatásokat. 1930-ban az USA-ban telepedett le. 1931–1954 között szerkesztette a hadsereg kezelésében lévő Orvosi Könyvtárban az Index Catalogue című orvosi lapot. 1974-ben vonult nyugdíjba, ezredesi rangban. 1983-ban létrehozta a Mayer Ferenc Kolos-alapítványt, a magyar orvostörténelem támogatására. 1988-ban hasonmás kiadásban megjelent – a 20. század orvostudományát is tárgyaló fejezettel kiegészítve – Az orvostudomány története című könyve.

### Munkássága
Egyetemi évei alatt kezdett érdeklődni az orvostörténet iránt, medikusként számos ilyen tárgyú írása jelent meg az Orvosi Hetilap hasábjain. Hozzá kapcsolódik a koreai háború idején (1950–1953) mindkét oldalon jelentős áldozatokat követelő epidémiás hemorrhagiás láz okának tisztázása. Pályafutásának utolsó 20 évében a Pentagon Fort Mayer Kórházában működött gyakorló orvosként. Széles nyelvtudását – 19 nyelven beszélt – az USA hadügyminisztériuma is igénybe vette dokumentációs és referáló részlegének munkájában. A Magyar Orvostörténelmi Társaság tiszteleti tagsággal tüntette ki.

## Művei
- A bölcsek kövéről (Pápa, 1926)[3]
- Az orvosi astrológiáról (Budapest, 1927)[4]
- Az orvostudomány története orvosok és a kultúrtörténelem művelői részére (Budapest, 1927)[5][6]
- Béldi Pál pestis elleni orvossága (1927)[7]
- Disinfected mail (Holton, 1962)

## Díjai
- Zsámboky János-emlékérem
- Weszprémi István-emlékérem (1985)